# Petru Delian
Petru Delian (în greacă Πέτρος Δελεάνος, în bulgară Петър II Делян, n. 1001, Regatul Ungariei – d. 1041, Constantinopol, Imperiul Roman de Răsărit) a fost conducătorul unei revolte împotriva stăpânirii bizantine din thema Bulgariei în vara anului 1040. S-a proclamat țar al Bulgariei, pretinzând că ar fi nepot al lui Samuil al Bulgariei.

## Persoana istorică
Despre persoana sa, cronicarii nu relatează prea mult. Sursele istorice scrise care îl menționează sunt Skylitzes, Kedrenos și Zonaras.
În Skylitzes apare ca Δελεάνος („Deleanos”). Kedrenos este un istoriograf originar din Anatolia secolului al XI-lea, care a scris în lucrarea sa din 1058  Istoria sinoptică de la începutul lumii până la Isac Comnenus că Petru Delian este fiul lui Romanos și nepotul lui Samuil al Bulgariei, fost rege a regatului cunoscut în istoriografie sub numele de Țaratul Vlaho-Bulgar, având pe primul său rege pe Asan, fratele lui Petru și Ioniță Caloian, trăgându-se din populația autohtonă vlahă a ținutului denumit „Megaloblahia”" (Valahia mare) din zona Tessaliei.
La Zonaras, care a scris cu 100 de ani mai târziu, el apare sub numele de „Dolianu”.

## Context istoric
Încă înainte de dinastia Asăneștilor, începută în 1186, Petru Delian a ajuns rege al ținutului româno (vlaho)-bulgar în 1036. Astfel relatează Kedrenos, că el fost sclav în Constantinopol, de unde a fugit in patria sa la Belgrad in Moravia, unde sunt localități situate dincolo de Istru, pe atunci cu o largă populație  de etnie romanizată. El a fost fiul lui Romanus și nepotul lui Samuel, fostul rege a ținutului "Bulgaria". Fiind de origine regală, el ajuns rege in anul 1036 cedândui-se coroana de la premergătorul său Tichomir (Teichomer, Deichomerus) după aclamarea populației si a armatei, in urma unor tulburări sociale premergătoare. 
Mai departe scrie Kedrenos, in anii 1039-1040 el a adunat oastea sa in Thessalia, o zonă locuită pe atunci de etnia „Româilor” ziși "Blaxsi", începând un război de eliberare se sub jugul bizantin imperial de la Constantinopol, unde puterea imperială de odinioară a imperiului roman ajunse in mâna unei oligarhii grecești, dominând in mod autocratic celelalte minorități, împăratul purtând titlul de „basileus autocrator tou Romaioi”. El a deplasat oastea sa in conducerea lui Caucanus in direcția localității Dyrachium(Durrazo) unde împăratul Michael se găsea in tabără cu armata sa. Apariția surprinzătoare a oastea lui Delian a provocat spaimă si dezordine in armata lui Michael, încât aceștia au apucat fuga la Constantinopol, lăsând in urmă întregul lor echipament sub supravegherea lui Manuel Ibatza care l-a predat oștii lui Delian. O altă parte a oștii sale a trimis-o sub comanda lui Anthemius in Grecia, astfel încât a ocupat toată Tema(regiune administrativă militară) Nicopolitana in afara localității Raupaktus. In urma unei intrigi împotriva lui, Alussianus, un verișor a lui Petru, a fugit din Constantinopol si s-a alăturat lui Petru la localitatea Ostrobus. Acesta l-a trimis cu 40.000 de mii de soldați împotriva orașului Tesalonica. Însă după ce Alussianus a pierdut 15.000 de oameni după șase zile de asalt el s-a retras înapoi la Petru. Fiindu-i frică de răzbunarea lui Petru acest Alussianus a născocit un plan să se scape de Petru. La invitat la masă îmbătându-l și apoi la orbit. Fiindu-i frică de consecințele armatei si a populației, Alussianus s-a refugiat înapoi la Constantinopol. Folosind ocazia slăbirii puterii a lui Petru, împăratul Michael a intrat cu o armata mare in Tessalia si a recucerit teritoriul. Astfel s-a sfârșit, omenește jalnic, o tentativă de eliberare de sub jugul bizantin.

## Terminologie istorică
In terminologia cronicarilor din evul mediu, de obicei necunoscător nativ a latinei, nu întotdeauna dar adeseori, cu termenul de "Bulgaria" si "Bulgar" este subsumată si etnia (genta) celor ce se desemnau "Rumân" si vorbeau "Rumânește", adică populația de limbă si cultură romanizată, la acea vreme la sud si la nord de Dunăre.
Ei au fost denumiți in sursele grecești, preluat de la latinescul "Blacci", drept "Blaxsi" sau "Blaxoi". 
De unde prin preluarea exprimării slavonice "b"->"v", "xs"-> "h" sa format "vlahi". Germanii punând împreună denumirea lor pentru populația romanică "walchen", au formulat "walachen". 
Inițial desemnarea lor latină "Blacci" provine de la îmbrăcămintea specifică acestei grup etnic, zisă in latina vremii "blaccatta". Prima menționare scrisă a acestui exonim ca denumire a unei populații autohtone apare la Kedrenos in anul 957:
μεσον Καστοριαζ χαι Πρεσπαζ 
χατα ταζ λεγομεναζ Καλαζ δρυζ 
παρα τυου Βλαχων δοιτων
la mijloc intre Kastoria si Prespa
sunt așa denumiții Stejari-Kalaz
aparținând populației “Blaxoi”